# Witte citroenkorst
Witte citroenkorst (Pyrenodesmia teicholyta) is een korstmossoort uit de familie Teloschistaceae. 

## Determinatie
Witte citroenkorst is een korstvormig korstmos. Het thallus is witgrijs tot donkergrijs, geheel soredieus en aan de randen zwak gelobd. Apotheciën zijn zelden aanwezig. Indien aanwezig ingezonken, met een oranje schijf.

### Gelijkende taxa
De soort lijkt op kauwgommos, die op verticale oppervlakken groeit en duidelijk afgebakende soralen heeft.

## Ecologie
Witte citroenkorst is een epiliet en groeit op horizontale delen van oude muren van baksteen, beton en liggende grafstenen van harde kalksteen.

## Verspreiding
In Nederland is het een vrij algemene soort. Hij staat niet op de Nederlandse Rode Lijst en is niet bedreigd.